# Barn utan kärlek
Barn utan kärlek (engelska: No Child of Mine) är en brittisk TV-film från 1997 i regi av Peter Kosminsky, med Brooke Kinsella, Colin Salmon, Billy Geraghty och Sharon Small i rollerna.

## Handling
Den unga flickan Kerry (Brooke Kinsella) blir fysiskt och sexuellt misshandlad av sin mamma och styvpappa. Hennes pappa tvingar henne till prostitution. Kerry ringer en hjälplinje och med hjälp av hennes lärare placeras hon i ett säkert hem där hon försöker komma över det hon utsatts för.
Filmen innehåller extremt starka scener. Man får se en våldtäkt av en ung flicka, en ung flicka tvingas utföra dra ner styvpappans byxor och kalsonger inför publik, en pappa förklarar för sin dotter hur mycket hon ska ta för oralsex och andra sexuella handlingar.

## Rollista
| Brooke Kinsella | – Kerry   |
| Colin Salmon    | – Paul    |
| Billy Geraghty  | – Jim     |
| Sharon Small    | – Linda   |
| Geoffrey Church | – Graham  |
| Ginny Holder    | – Bridget |
| Colin Wyatt     | – Chris   |
| Darren Tighe    | – Mick    |
| Kate Byers      | – Matty   |
| Katie Lyons     | – Tracy   |
| J. Marie Cooper | – Lucy    |